# Kiss my ass and go to hell
Kiss my ass and go to hell prvi je studijski album zagrebačkog hard rock sastava Hard Time, kojeg 1993. godine objavljuje diskografska kuća Dea Music. Album sadrži 12 autorskih pjesama koje su u potpunosti otpjevane na engleskom jeziku (naredni albumi sastava snimljeni su na hrvatskom), te objavljene na vinilu i kazeti.

## O albumu
Dvije godine nakon osnivanja sastava i nakon izdavanja promotivnog singla na kazeti "Everybody wants to be alone"/"Ain't no money" (Euroton 1992.), album je sniman u raznim studijima u razdoblju od godinu dana. U studiju Best Music s producentom Denykenom snimljene su pjesme "Ain't no money" i "She's got" (veljača 1992.), u televizijskom studiju ASV sa snimateljem Zoranom Happom snimljena je pjesma "Everybody wants to be alone" (srpanj 1992.). U dva navrata u studiju JM sound sa snimateljem Jankom Mlinarićem Troolyem u listopadu 1992. godine snimljen je ostatak materijala "Don't scream and shout", "She don't give a damn" i "Gimme some more", a pjesme "Hit & run", "I'm goin' down", "I gotta go", "Ride with me", "Kiss and tell" i "Kiss my ass and go to hell" u veljači 1993. godine. Veliku pomoć pri snimanju i izdavanju albuma pružio je vlasnik diskografske kuće Dea music Muhamed Horić Muha koji je u tim teškim vremenima dok je trajao Domovinski rat financirao album jednog rock sastava otpjevan na engleskom jeziku.
Sve pjesme kao autor potpisuje Hard Time, međutim najveći broj pjesama i tekstova napravio je Gordan Penava - Pišta, dok je Bruno Kovačić napisao glazbu za pjesmu "Ride with me", Nenad Mlinarić - Mlinka glazbu i tekst za "She`s got", a Mario Zidar je smislio pola riffa za pjesmu "Everybody wants to be alone". Na snimanju su pomogli - Tina Kresnik (Rupčić) s pratećim vokalima i Janko Mlinarić Trooly koji je na nagovor dečki iz sastava morao otpjevati refren skladbe "Kiss my ass and go to hell".
Gitare je na prvim snimkama svirao Alen Kraljić – Kralja ("Ain't no money" i "She's got"), na drugim snimkama Mario Zidar ("Everybody wants to be alone", "Don't scream and shout", "She don't give a damn" i "Gimme some more", te solo na "Ain't no money"), dok je na trećem snimanju gitaru svirao Bruno Kovačić ("Hit & run", "I'm goin' down", "I gotta go", "Ride with me", "Kiss and tell" i "Kiss my ass and go to hell"). Ostali članovi sastava bili su Gordan Penava – Pišta (vokal i gitara), Nenad Mlinarić – Mlinka (bubnjevi, prateći vokali) i Marko Korunić (bas-gitara, prateći vokali).
S albuma su za 4 pjesme snimljeni video spotovi (naknadno snimljen spot za uživo verziju pjesme "Kiss my ass and go to hell"), "Ain't no money", "Everybody wants to be alone", "I'm goin' down" i "Hit & run", a spot za pjesmu "Ain't no money" se u veljači 1992. (prije objavljivanja albuma) pojavio i na prestižnoj MTV emisiji "Headbangers ball". Tako je Hard Time postao jedini hrvatski sastav koji se ikad pojavio u toj najpopularnijoj hard & heavy emisiji u Europi.
Ilustraciju za cover albuma nacrtali su mladi crtači Karlo i Tvrtko, fotografiju sastava uslikao je Marko Čolić, a dizajn je napravio Hard Time (većinom Marko i Pišta).

## Popis pjesama
| Br. | Skladba                       | Autor                               | Trajanje |
| --- | ----------------------------- | ----------------------------------- | -------- |
| 1.  | »Ain't no money«              | Gordan Penava - Pišta               |          |
| 2.  | »Hit & Run«                   | Gordan Penava - Pišta               |          |
| 3.  | »I'm goin' down«              | Gordan Penava - Pišta               |          |
| 4.  | »I gotta go«                  | Gordan Penava - Pišta               |          |
| 5.  | »Gimme some more«             | Gordan Penava - Pišta               |          |
| 6.  | »She don't give a damn«       | Gordan Penava - Pišta               |          |
| 7.  | »Everybody wants to be alone« | Gordan Penava - Pišta               |          |
| 8.  | »Ride with me«                | Gordan Penava - Pišta/Bruno Kovačić |          |
| 9.  | »Kiss & tell«                 | Gordan Penava - Pišta               |          |
| 10. | »She's got«                   | Nenad Mlinarić - Mlinka             |          |
| 11. | »Don't scream & shout«        | Gordan Penava - Pišta               |          |
| 12. | »Kiss my ass and go to hell«  | Gordan Penava - Pišta               |          |

## Zanimljivosti
Album je po posebnoj želji članova sastava objavljen na vinilu (LP). CD prvog albuma nikada se nije pojavio jer u to vrijeme taj medij u Hrvatskoj još nije bio zastupljen. Ovim Hard Time ostaje jedan od zadnjih sastava koji izdaju longplayku s dva omota.
Kako se ni u Hrvatskoj ploče više nisu radile, tiskanje se obavlja u Češkoj te čudnim putevima u malom Yugu stižu u Hrvatsku. Tiraža prvog albuma bila je 1,200 kazeta i 500 LP-a, što je za jedan novi sastav na sceni bilo više nego dobro. Uz pojavljivanje albuma snima se spot za pjesmu "Hit & run", u režiji Zorana Happa i uz montažu Gorana Balova. Spot ubrzo zauzima prvo mjesto u HRT-oj glazbenoj emisiji "Hit depo" na kojem je bila pjesma  "Ruža hrvatska" od Prljavog kazališta.
Video spot za pjesmu "I'm goin' down" montiran od amaterskih snimaka sastava i nekih TV snimanja (montaža - Tvrtko Grgić i Pišta), postaje i prvi cenzurirani video spot na Hrvatskoj televiziji (po riječima novinara Bojana Muščeta), zbog pojavljivanja jednog kadra muških genitalija.

## Izvođači
- Gordan "Pišta" Penava – vokal, gitara
- Nenad "Mlinka" Mlinarić – bubnjevi, prateći vokal
- Marko Korunić – bas-gitara, prateći vokal
- Bruno Kovačić – gitara, prateći vokal

Ostali sudionici na albumu
- Alen "Kralja" Kraljić – gitara
- Mario Zidar – gitara, prateći vokal
- Tina Rupčić - prateći vokal
- Janko "Trooly" Mlinarić - prateći vokal